# Paradidymocentrus maindroni
Paradidymocentrus maindroni är en skalbaggsart som beskrevs av Stefan von Breuning 1978. Paradidymocentrus maindroni ingår i släktet Paradidymocentrus och familjen långhorningar. Inga underarter finns listade i Catalogue of Life.